# أليكس بلين
أليكس بلين (بالفرنسية: Alexis Blin) (16 سبتمبر 1996 بلو مان في فرنسا - ) هو لاعب كرة قدم فرنسي في مركز الوسط. شارك مع منتخب فرنسا تحت 17 سنة لكرة القدم ومنتخب فرنسا تحت 19 سنة لكرة القدم ومنتخب فرنسا تحت 20 سنة لكرة القدم. أما مع النوادي، فقد لعب مع نادي تولوز ونادي لومان.

## وصلات خارجية
- أليكس بلين على موقع الاتحاد الأوربي (الإنجليزية)
- أليكس بلين على موقع رابطة كرة القدم الفرنسية للمحترفين (الإنجليزية)
- أليكس بلين على موقع قاعدة بيانات كرة القدم.إي يو (الإنجليزية)
- أليكس بلين على موقع ليكيب (الفرنسية)
- أليكس بلين على موقع Soccerbase.com (لاعب) (الإنجليزية)
- أليكس بلين على موقع Soccerway.com (الإنجليزية)
- أليكس بلين على موقع عالم كرة القدم.نت (الإنجليزية)
- أليكس بلين على موقع AS.com (الإسبانية)